# Melanesicoccus myrmecariae
Melanesicoccus myrmecariae är en insektsart som beskrevs av Williams och Watson 1990. Melanesicoccus myrmecariae ingår i släktet Melanesicoccus och familjen skålsköldlöss. Inga underarter finns listade i Catalogue of Life.